# Ambleside
Koordinaten: 54° 26′ N, 2° 58′ W
Ambleside ist ein Ort mit etwa 2600 Einwohnern im nordenglischen Lake District und gehört zur Grafschaft Cumbria.
Der Name leitet sich ab vom altnordischen á melr sætr = Weide bei der Sandbank.

## Geographie
Ambleside liegt am nördlichen Ende von Englands größtem natürlichen See Windermere, im Westen wird der Ort durch Loughrigg Fell begrenzt, im Osten durch Wansfell, während Red Screes und Fairfield den Abschluss nach Norden bilden. Durch den Ort führt eine Straßenverbindung von Kendal im Süden nach Keswick über den Pass Dunmail Raise im Norden.

Ambleside (links/Mitte) und Waterhead (rechts) am Lake Windermere von Loughrigg gesehen

## Geschichte

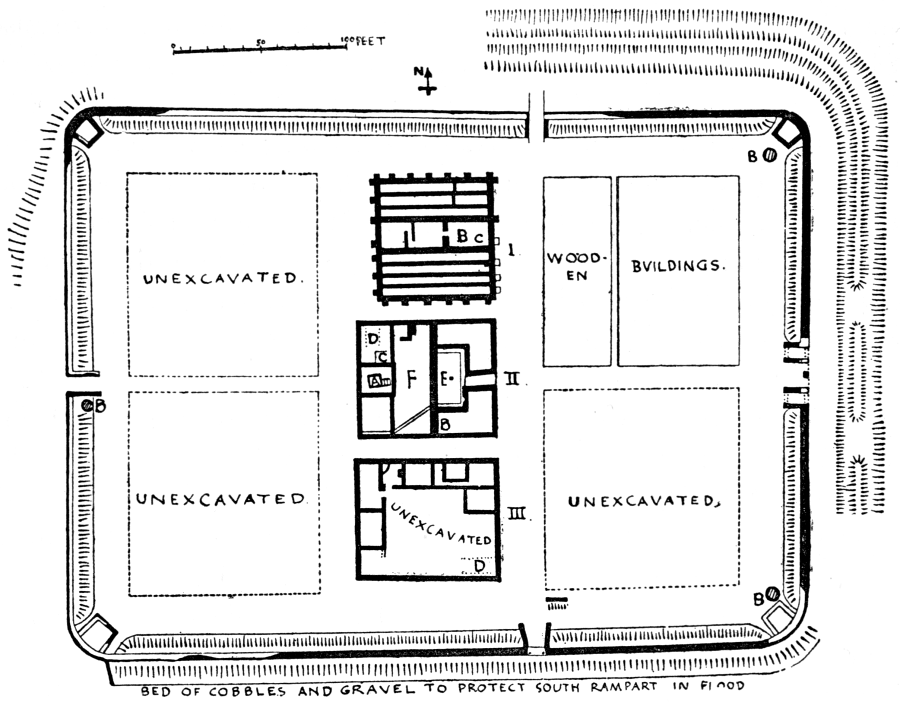
Römisches Kastell von Ambleside

Die erste nachgewiesene feste Siedlung ist Galava, ein von den Römern etwa um 100 n. Chr. gebautes Kastell. Nach Abzug der römischen Besatzer aus Britannien siedelten Wikinger im Lake District, wie sich aus vielen nordisch geprägten Orts- und Landschaftsnamen (z. B. die Bezeichnung „Fell“ für die Berge) erkennen lässt. Auf die Wikingerzeit geht auch die Deutung des Namens Ambleside zurück.
Im Mittelalter entwickelte sich eine umfangreiche Industrie, die durch Schafzucht und damit verbundene Fell- und Wollverarbeitung, sowie Bergbau und Erzverarbeitung geprägt wurde. Mit der fortschreitenden Erschließung von Verkehrswegen entdeckten immer mehr Touristen den Lake District und kamen auch nach Ambleside. Ab Mitte des 18. Jahrhunderts war der Lake District und auch Ambleside ein beliebter Treffpunkt verschiedener Künstler wie Samuel Taylor Coleridge, John Ruskin, Beatrix Potter und William Wordsworth, der eine Initiative unterstützte, die verhinderte, dass eine Eisenbahnlinie bis nach Ambleside gebaut wurde.
1945 siedelte der deutsche Künstler Kurt Schwitters, der nach dem Ersten Weltkrieg mit seiner MERZkunst – hauptsächlich Collagen, aber auch Gedichten wie An Anna Blume – im Umfeld von Expressionismus, Dada und Konstruktivismus als „Ein-Mann-Kunstbewegung“ (Schwitters) bekannt wurde, von London nach Ambleside über. Schwitters verbrachte dort seine letzten drei Lebensjahre. In Elterwater errichtete er seinen dritten und letzten Merzbau, die sogenannte Merzbarn, deren Überreste sich heute in der Hutton Gallery der Newcastle University befinden. Er starb am 8. Januar 1948 im nahegelegenen Krankenhaus von Kendal an Herzversagen.
Heute ist Ambleside trotz seiner geringen Größe neben Keswick, Coniston und Windermere einer der Hauptorte des Lake District, die jedes Jahr zahlreiche Touristen anziehen.

## Bergrettung
In Ambleside befindet sich das am häufigsten eingesetzte Bergrettungsteam (Mountain Rescue Team MRT) Großbritanniens. Trotz der geringen Höhe der umliegenden Berge gibt es immer wieder Unfälle, auch von Touristen, die die Gefahren der Berge unterschätzen und z. B. mit ungenügender Ausrüstung oder mangelnden Kenntnissen Wanderungen unternehmen.

## Tourismus
Ambleside wird wegen seiner zentralen Lage als Ausgangspunkt für Bergwanderungen, Mountainbiketouren und weitere Ausflüge im Lake District genutzt.
Im Armitt Museum werden 2000 Jahre Geschichte des Lake District dargestellt. Es werden regionale und nationale Künstler wie Alfred Heaton Cooper, Beatrix Potter, John Ruskin, Josefina de Vasconcellos, William Wordsworth und Alfred Wainwright gewürdigt, sowie Kurt Schwitters, der vor seinem Tod in Ambleside lebte und arbeitete.

### Bridge House
Das Bridge House ist ein mehr als 300 Jahre altes Gebäude, das man als Sommer- und Lagerhaus über Stock Ghyll (Ghyll = Klamm) errichtete, um die Grundsteuer zu umgehen, da es nicht auf Land gebaut wurde. Das Haus wurde 1926 für den National Trust gekauft und beherbergt heute ein Informationsbüro dieser Organisation.

### St Martin’s College
St Martin’s College ist eine Ausbildungsstätte für Lehrpersonal und befindet sich in einem 1892 von Charlotte Mason als College für Erzieherinnen gegründeten Gebäude.

### Steamer
Auf dem Lake Windermere fahren Steamer, die allerdings dieselbetrieben sind, zwischen Ambleside und Bowness-on-Windermere, von denen man die Aussicht auf die umliegenden Berge genießen kann.